# Ufudia
Ufudia is een geslacht van kreeftachtigen uit de familie Sebekidae. De naam werd in 2016 aangepast, voorheen was het Pelonia.

## Soorten
- Ufudia africana Junker & Boomker, 2002